# Vårbal

Dettaglio di abito da sera femminile, con programma di danza appeso al guanto destro, esposto presso il Museo Hallwyl a Stoccolma

Un vårbal (in lingua svedese "ballo di primavera") è un ballo organizzato in primavera, tipicamente in maggio. È una tradizione radicata nella cultura universitaria svedese, e le varie nation, unioni degli studenti, o altre organizzazioni studentesche tipicamente organizzano il proprio ballo verso la fine di maggio, al termine del semestre primaverile. L'evento inizia nel tardo pomeriggio (tipicamente 17:00 dk) con un aperitivo, seguito dalla cena e dal ballo, solitamente seguiti da un afterparty che prosegue fino a tarda notte e talvolta da un sillunch (buffet estivo con aringhe e patate tra le portate principali) il giorno dopo. In alcune città universitarie è tradizione cantare delle serenate la notte precedente il ballo. Il codice di abbigliamento è formale, frac per gli uomini e abito da sera per le donne, e i partecipanti devono tipicamente registrarsi in anticipo, in quanto gli abbinamenti per la danza sono in genere prestabiliti e ogni partecipante trova il proprio programma di danza al suo posto a tavola.